# Naked (Álbum de Talking Heads)
Naked  es el octavo y último álbum de estudio de la banda neoyorquina de rock Talking Heads, publicado el 15 de marzo de 1988 por Sire Records. La banda se disolvió poco tiempo después de la publicación del álbum, sin realizar un anuncio previo.

## Lista de canciones
Todas las letras escritas por David Byrne, y todas la música compuesta por Byrne, Chris Frantz, Jerry Harrison, and Tina Weymouth.
| N.º | Título                  | Duración |  |
| 1.  | «Blind»                 | 4:58     |  |
| 2.  | «Mr. Jones»             | 4:18     |  |
| 3.  | «Totally Nude»          | 4:10     |  |
| 4.  | «Ruby Dear»             | 3:48     |  |
| 5.  | «(Nothing But) Flowers» | 5:31     |  |
| 6.  | «The Democratic Circus» | 5:01     |  |
| 7.  | «The Facts of Life»     | 6:25     |  |
| 8.  | «Mommy Daddy You and I» | 3:58     |  |
| 9.  | «Big Daddy»             | 5:37     |  |
| 10. | «Bill»                  | 3:21     |  |
| 11. | «Cool Water»            | 5:10     |  |

Notas
- Canción 8, "Mommy Daddy You and I", apareció originalmente como "Mommy Daddy" en la contratapa del disco de vinilo.
- Canción 12 apareció originalmente en la banda de sonido de la película Until the End of the World.

## Personal

### Talking Heads
- David Byrne – Voz principal, guitarra, teclados, piano de juguete y slide guitar
- Chris Frantz – Batería, teclados y percusión
- Jerry Harrison – Piano, teclados, guitarra, slide guitar, pandereta y coros
- Tina Weymouth – Bajo, teclados, órgano y coros